# Сафронова, Наталья Ивановна
Ната́лья Ивановна Сафро́нова (род. 11 апреля 1974, Плоскинь, Брестская область) — белорусская легкоатлетка, выступавшая в прыжках в длину и тройном прыжке.

## Биография
Родилась 11 апреля 1974 года в Брестской области Белорусской ССР. В 2005 году окончила юридический факультет Белорусского государственного университета по специальности «Правоведение». В 2009 году окончила Институт повышения квалификации и переподготовки руководящих работников и специалистов физической культуры, спорта и туризма Белорусского государственного университета физической культуры по специальности «Физкультурно-оздоровительная работа в учреждениях образования».

## Достижения
- Участница Олимпийских игр-2000 и Олимпийских игр-2004 в тройном прыжке.
- 6-е место на чемпионате Европы-2005 (з).
- Победительница Кубка Европы-2005 в первой лиге.
- Чемпионка Белоруссии-2006 в прыжках в длину и тройным.
- Рекордсменка Белоруссии в тройном прыжке (14,65).